# Nicola Zingarelli
Nicola Zingarelli (pronunciación en italiano: /niˈkɔːla dziŋɡaˈrɛlli/ :  Cerignola, 31 de agosto de 1860 -  Milán, 6 de junio de 1935) fue un filólogo italiano.

## Biografía
Nicola Zingarelli es conocido en particular como el autor del Vocabolario della Lingua Italiana,  diccionario de referencia del idioma italiano, que realizó entre 1912 y 1917, y fue publicado por primera vez en 1922. En la actualidad, una nueva versión actualizada del Vocabolario se publica cada año por Nicola Zanichelli Editore.